# Vía de la Plata

Routenverlauf von der Via de la Plata

Die Vía de la Plata (auch Camino de la Plata) ist eine historische Straßenverbindung zwischen Sevilla und Astorga auf der Iberischen Halbinsel.
Sie zieht sich in Nord-Süd-Richtung durch die ehemalige römische Provinz Lusitania in Hispania.

## Verlauf

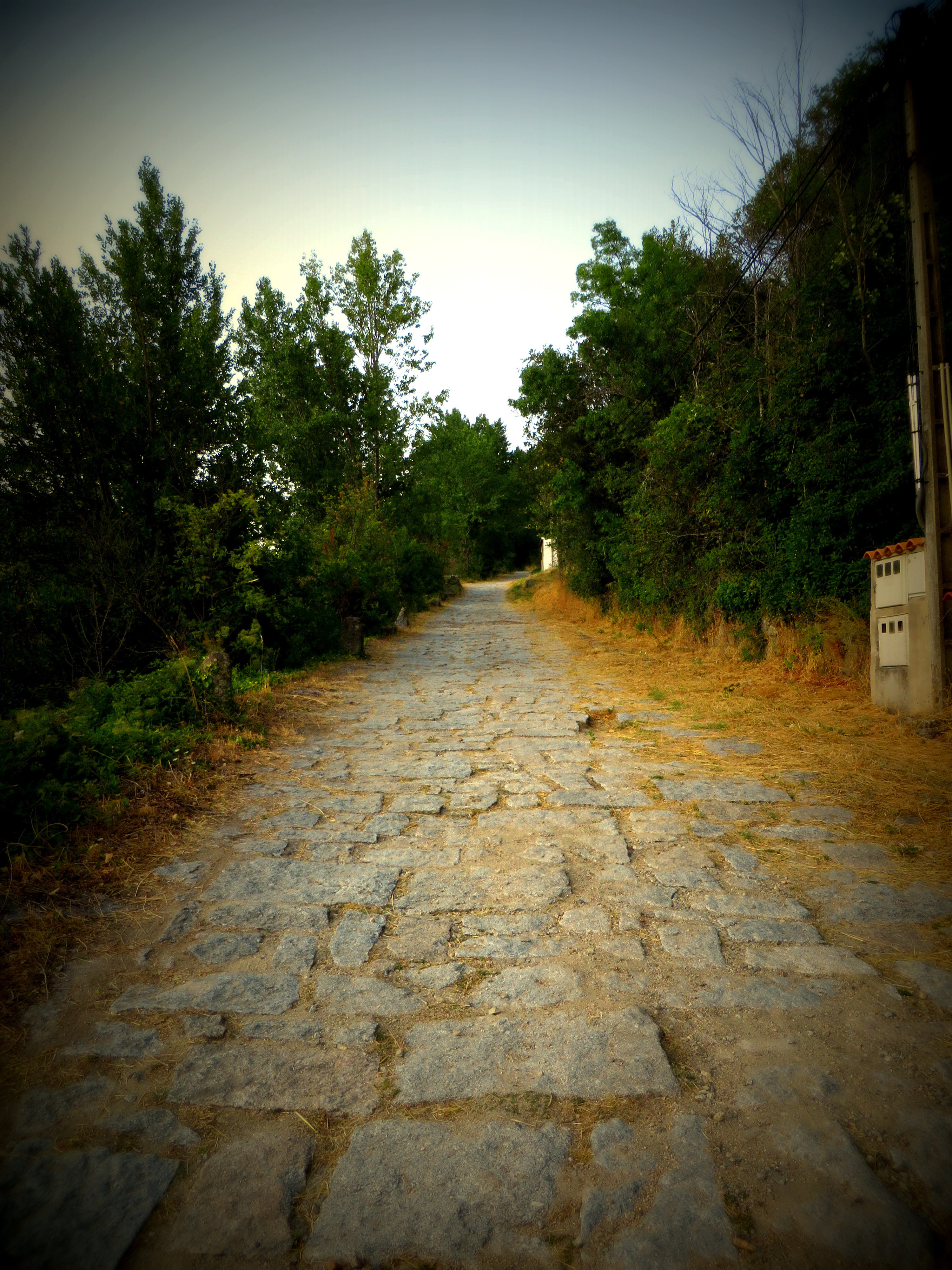
Teilstück der Römerstraße bei Baños de Montemayor

Die Vía de la Plata verband Hispalis (heute Sevilla) über Italica (heute Santiponce), Emerita Augusta (heute Mérida), Castra Caecilia (heute Cáceres), Helmantica (heute Salamanca) und Ocelum (heute wahrscheinlich Zamora) mit Asturica Augusta (heute Astorga).

## Geschichte

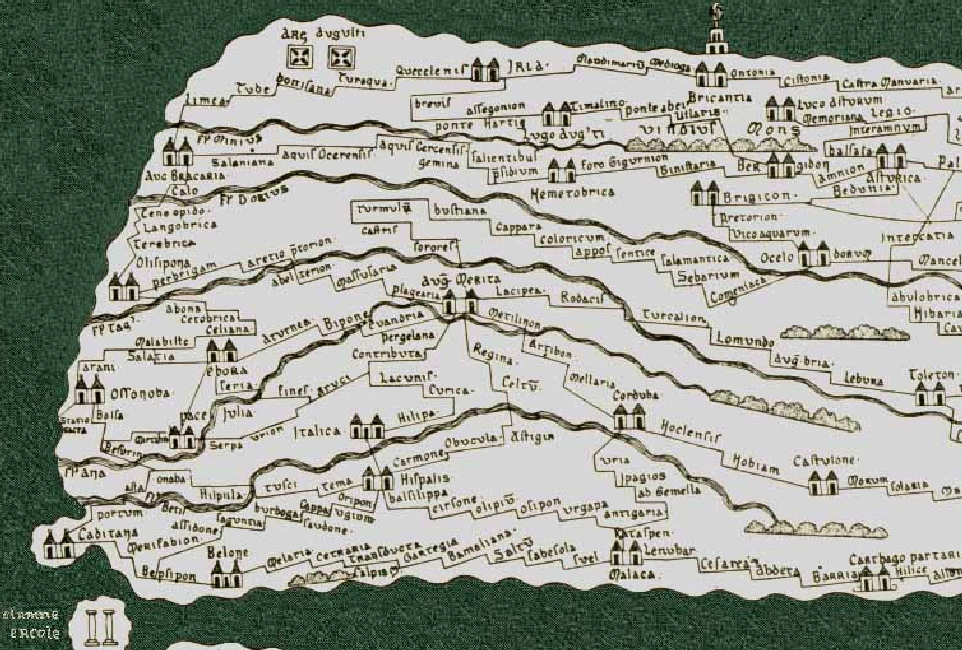
Tabula Peutingeriana (Ausschnitt aus Hispania, dem westlichsten Teil)

Wörtlich übersetzt würde der Name „Silberstraße“ bedeuten. Die Straße diente jedoch nicht dem Transport von Silber und die Namensgebung geht auch nicht auf die römische Zeit zurück, sondern ihr Ursprung liegt wahrscheinlich in einer volksetymologischen Verballhornung der in maurischer Zeit gebrauchten arabischen Bezeichnung Bal'latta, was „breiter gepflasterter Weg“ bedeutet. Schon im 1. Jahrhundert n. Chr. war der Weg von Sevilla bis nach Astorga vollständig gepflastert. Die Nord-Süd-Verbindung nördlich der Meerenge von Gibraltar hatte in der Römerzeit allerdings keine einheitliche Bezeichnung. Die Bezeichnung des Weges von Mérida aufwärts als „Silberstraße“ ist schriftlich erstmals in einem Brief von Christoph Kolumbus an seinen Sohn Diego vom 28. November 1504 bezeugt, in dem er die Straße camino de la Plata nennt.
Die Römer bauten vorhandene Wege aus. Bereits die Phönizier sollen den Handelsweg für den Transport von Gold und Zinn verwendet haben. Man vermutet, dass diese Wege vorher von Schäfern und Jägern benutzt wurden, um den Sommer in der kühleren kastilischen Hochebene und den Winter in der Extremadura zu verbringen. Bereits seit dem Mittelalter wird die La Plata auch als Pilgerweg genutzt; sie gehörte zum Netz der Jakobswege, deren gemeinsames Ziel die Stadt Santiago de Compostela in Galicien ist.

## Brücken

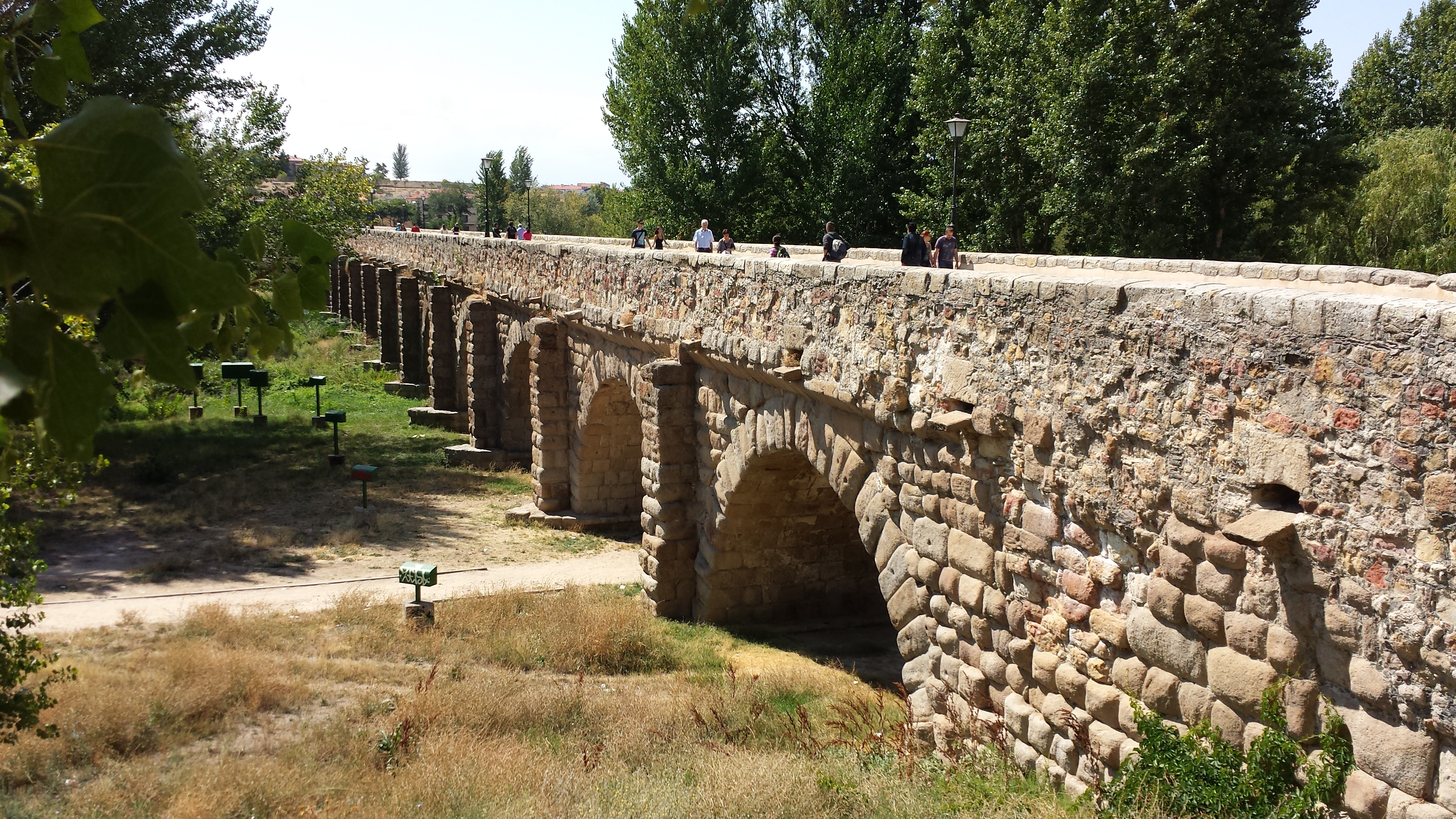
Römische Brücke bei Salamanca

| Antike - Puente Romano bei Mérida über den Río Guadiana - Puente de Alconétar, ruinierte Segmentbogenbrücke über den Tajo - Brücke bei der Römerstadt Cáparra über den Río Ambroz - Puente Romano bei Salamanca über den Río Tormes | Mittelalter - Puente de Piedra in Zamora über den Duero - Puente Vilambre bei Astorga |

## Wichtige Orte

Römerstraßen auf der Iberischen Halbinsel

| Andalusien - Sevilla - Santiponce - Guillena - El Ronqillo - Santa Olalla del Cala - El Real de la Jara | Extremadura - Monesterio - Fuente de Cantos - Los Santos de Maimona - Villafranca de los Barros - Almendralejo - Mérida - Aljucén - Cáceres - Plasencia - Baños de Montemayor | Kastilien-León - Béjar - Guijuelo - Salamanca - Zamora - Benavente - Valencia de Don Juan - Astorga |

## Meilensteine
Ca. 80 % aller in der römischen Provinz Lusitania archäologisch dokumentierten Miliaria (Meilensteine) stammen von der Vía de la Plata. Der Großteil datiert aus dem 1. und 2. Jahrhundert n. Chr.; frühere Steine fehlen ganz, spätantike Exemplare sind selten. Gegenüber vergleichbaren Miliaria aus anderen westlichen Provinzen des Römischen Reichs weisen sie einige Besonderheiten auf. So sind die Inschriften im Durchschnitt deutlich kürzer und es werden kaum Ortsnamen genannt.